# Pramerdorf (Gemeinde St. Florian)
Pramerdorf ist eine Ortschaft in der Marktgemeinde St. Florian am Inn im Bezirk Schärding in Oberösterreich mit 269 Einwohnern (Stand 1. Jänner 2024).

## Geschichte
Laut Adressbuch von Österreich waren im Jahr 1938 in Pramerdorf ein Binder, ein Gemischtwarenhändler, ein Schmied, ein Schuster, ein Tischler, zwei Wagner und mehrere Landwirte ansässig.